# Vlastislav Chalupa
Vlastislav Chalupa (4. listopadu 1919 Opava - 19. nebo 20. srpna 2002 Palatine, Illinois, Spojené státy americké) byl pracovníkem ústředního sekretariátu Československé strany národně socialistické a agent Státní bezpečnosti (StB), vedený pod krycími jmény major Král, dr. Sladký, dr. Černý či agent Maison. Byl jedním z nejvýkonnějších československých udavačů. Není přesně známo kolik lidí přivedl do vězení či na šibenici, ale odborníci odhadují, že šlo až o několik set případů (přibližně 700 uvězněných a 15 popravených).

## Biografie
Narodil se v Opavě do rodiny soudce. Za druhé světové války byl za Protektorátu Čechy a Morava zatčen gestapem a osm měsíců vězněn v koncentračním táboře Sachsenhausen, načež byl propuštěn. Po propuštění se stal velitelem civilní protiletecké obrany v Bance českých spořitelen v Brně. Po druhé světové válce řídil tajné podzemní organizace. Po komunistickém puči v únoru 1948 byl v dubnu téhož roku tajně zatčen a převezen do konspiračního objektu v Krkonoších, kde po dvou dnech bez nátlaku podepsal spolupráci s StB.
V té době byl připravován na vysazení do zahraničí s úkolem pracovat mezi čs. emigranty.
Se souhlasem StB založil ilegální Československou stranu práce, která vyzývala k boji proti bolševismu. Zároveň vydával i časopisy Plamen a Hlas svobodné republiky. Cílem bylo utlumovat skutečný protikomunistický odboj a provokacemi dostávat do vězení příslušníky odbojových skupin. Mezi jeho další činnost patřila infiltrace odbojových skupin  v rámci akce Skaut .
Úkolem členů jednotky SKAUT bylo proniknout do ilegálních organizací, kontrolovat a manipulovat jejich činnost a pak je zlikvidovat. Provokovali řádné občany k ilegální činnosti, aby je pak zavírali, vyslýchali, bili, týrali a odsuzovali na mnoho let do věznic a koncentračních táborů.
Dne 4. září 1949 s falešným pasem na jméno František ČERNÝ, pod krycím jménem Maison emigroval pod vedením StB do Francie a následně 4. listopadu 1951 do Spojených států amerických. Výměnou za vytvoření špionážní sítě mezi emigranty Chalupa mmj. požadoval v r. 1949, aby za ním přiletěla jeho manželka s dítětem . V roce 1956 jej kontaktoval pracovník StB v Chicagu kvůli obnovení spolupráce, spolupracoval s nimi do r. 1958 pod krycím jménem Direktor. V roce 1961 byl jeho spis uložen. Získal pobočky i v řadě evropských zemí a během svého pobytu v Paříži zaslal StB i heslo na skupinu Milady Horákové - heslo však bylo zkomoleno. Díky provokacím získal i pod tímto krycím jménem velké množství lidí do vězení  a nikdy se nepřiznal.
V roce 1991 ocenila jeho práci na návrh své Právnické fakulty Masarykova univerzita čestným doktorátem.